# ブルーム・クラシック
株式会社ブルーム・クラシックは、化粧品・美容関連商品の研究開発、製造、販売及び、エステティックサロンを運営している企業である。

## 事業所
- 東京本社 -  東京都港区赤坂4-3-28
- 松山本社 - 愛媛県松山市南江戸3-4-7
- 愛媛テクノ工場 - 愛媛県大洲市長浜町拓海6-31

## 沿革
- 1987年4月 - ブルーム･クラシックの前身会社設立
- 1995年8月 - ロート製薬系列 株式会社アンズコーポレーション社との共同経営により、株式会社ブルーム･クラシック設立
- 2003年1月 - オリジナルブランドPMS化粧品シリーズ特許取得
- 2005年3月 - モア エステ＆スパアカデミーがAEA（日本エステティック業協会）認定校として承認
- 2006年4月 - 株式会社ブルーム･クラシック研究開発室開設
- 2008年6月 - 株式会社ブルームフォーラムと株式会社ブルーム･クラシックが合併。新社名は(株)ブルーム･クラシックとなる。
- 2009年7月 - 株式会社ブルーム･クラシック 愛媛テクノ工場開設

## 加盟団体
- 日本エステティック業協会（AEA）

## 関連会社
- 株式会社エステツイン
- 株式会社セルフィクス（旧: 株式会社アッシュ・エルボーテ）
- BLOOM FORUM KOREA CO.,LTD
- 花馨化粧品（上海）有限公司